# Kronobergs Marknadsförening
Kronobergs Marknadsförening är ett nätverk för alla i Kronobergs län som är intresserade av eller arbetar professionellt med marknadsföringsfrågor. Verksamheten vilar på ideella grunder och startades 1980. Kronobergs Marknadsförening ingår i Sveriges Marknadsförbund som är en paraplyorganisation för landets samtliga 29 föreningar. 
Föreningen har ca 350 medlemmar från näringslivet, offentlig sektor och Växjö universitet. Föreningen arrangerar månadsträffar med aktualiteter inom den breda marknadsföringsarenan. Varje år utses Årets Marknadsförare i Kronoberg av föreningen. 
1988, 1998 och 2003 fick Kronobergs Marknadsförening utmärkelsen Sveriges Bästa Marknadsförening av Sveriges Marknadsförbund.